# 譚拜
譚拜（穆麟德轉寫：tambai，？—1650年），他塔喇氏，滿洲正白旗人，清朝政治人物、清朝兵部尚書。父親為固山額真阿敦，侍奉努爾哈赤左右。
譚拜初事奉皇太極。天聰五年（1631年），以牛彔額真跟從伐明，圍攻大凌河城。祖大壽守城，派遣百餘騎突圍而出，譚拜與巴牙喇甲喇章京布顏圖追斬三十餘人，獲馬二十四匹。天聰八年（1634年），授世職牛彔章京，遷為甲喇額真。天聰九年（1635年），跟從討伐察哈爾，收降士民，遂討伐明朝代州。譚拜與噶布什賢章京蘇爾德、安達立將兵四十人伏兵於忻口，明朝巡邏士卒三百經所伏地，斬殺過半。
崇德元年（1636年），跟從伐明，侵入明都，北趨盧溝橋，再敗明兵。崇德二年（1637年），與甲喇額真丹岱、薩蘇喀等將四十人侵略明朝邊境，其後進兵清河，明兵七百拒守，擊潰敵軍，拔取二支大旗，並獲其馬。崇德三年（1638年），跟從貝勒岳託討伐明朝，入牆子嶺，攻打豐潤，擊敗明兵，多墜壕而死，復攻破明朝太監馮永盛諸軍。崇德四年（1639年），跟從侵略錦州，率領巴牙喇兵破明兵於城南，以功加半個前程。崇德五年（1640年），授職兵部參政。崇德六年（1641年），兼任正白旗蒙古梅勒額真。崇德七年（1642年）冬天，跟從討伐明朝山東，攻克利津。崇德八年（1643年）春天，出兵邊境，以所屬部隊擊敗明總督趙光抃、范志完，總兵吳三桂、白廣恩諸軍。大軍退還，賞予白金，以功進升為三等甲喇章京。
順治元年（1644年），譚拜跟從入關。順治三年（1646年），擢升為兵部尚書，接替宗室韓岱。其後跟從肅親王豪格西討張獻忠，道經陝西，與固山額真瑪喇希等擊敗叛將賀珍。南下四川，屢破張獻忠軍隊，復與固山額真李國翰渡過涪江，打敗張獻忠部將袁韜。順治四年（1647年），調任吏部尚書，由阿哈尼堪接任兵部尚書。旋即殲滅張獻忠。入關後，譚拜的世職四進至二等阿思哈尼哈番。順治七年（1650年）三月逝世。其子瑪爾賽，依附鰲拜，為他的黨羽。

## 延伸阅读
[在维基数据编辑]
 《清史稿·卷241》，出自趙爾巽《清史稿》
 《清史稿·卷241》